# Dirty Picture
«Dirty Picture» — песня британского R&B-певца Тайо Круса с участием американской певицы Кеши, выпущенная в его втором студийном альбоме Rokstarr (2009). Песня была написана и спродюсирована Крусом совместно с Фрейзером Смитом, а позже выпущена в качестве третьего сингла альбома 5 апреля 2010 года. Первоначально Крус хотел, чтобы женский вокал исполняла Леди Гага, но решил переключиться на Кешу из-за сильного влияния Доктора Люка и того, что нашёл её голос уникальным. Позже песня была перезаписана в качестве бонус-трека к дебютному альбому Кеши «Animal» (2010) и получила название «Kesha edit» или «Dirty Picture, Pt.2». По тексту песни речь идёт о том, чтобы отправить эротическую фотографию значимому человеку, по которому ты скучаешь.
Критический приём песни был в целом положительным. Сотрудничество Кеши и Круса и вокальная работа над треком в целом получили высокую оценку, хотя некоторые критики отметили, что Кеша обогнала трек, затмив Круса. Простые, но эффектные тексты песни также были положительно восприняты музыкальными критиками. В коммерческом плане «Dirty Picture» хорошо зарекомендовал себя в музыкальных чартах. Песня достигла шестого места в UK Singles Chart и десятого в Ирландии. Песня также попала в первую сороковку в Европе, Австралии и Новой Зеландии. Видеоклип, сопровождающий песню, был снят в Лос-Анджелесе и Лондоне и представлено как происходящее на домашней вечеринке.
«Испаноязычная версия» «Dirty Picture» была выпущена в качестве бонус-трека от испанского издания Rokstarr с вокалом мексиканской поп-звезды Паулины Рубио. Он разворачивается с «латинизацией Рубио трека наполовину бразильской R&B-певицы, чувственно вдыхая её скрипучий голос».

## Информация о песне
«Dirty Picture» была написана и спродюсирована Тайо Крусом в сотрудничестве с Фрейзером Т. Смитом. Во время создания трека Крус заявил, что изначально хотел, чтобы американская певица Леди Гага появилась на треке вместе с ним. После встречи с Доктором Люком Крус согласился переключиться на будущую певицу Кешу. Люк работал с Кешей, и Крус счёл голос Кеши особенным и решил переключиться на её звучание в треке. Крус прокомментировал своё решение, заявив: "Сначала я думал о Леди Гаге, потом я пошёл на встречу с доктором Люком, и он рассказал мне об этой новой девушке, с которой он работал. На тот момент она не исполняла «Tik Tok» или что-то в этом роде. Но я просто подумал, что у неё действительно классный голос. Очень уникально звучащий. Мне нравится это в отношениях с артистами: как только вы слышите их песню по радио, вы сразу понимаете, кто это, без необходимости объяснять. Она выглядела действительно сексуально, и я просто подумал, что она талантлива. У неё был потрясающий голос. В нём было вот что — я надеюсь, она не будет возражать, если я скажу это, но в её голосе есть что-то вроде йодля, в том, как она что-то делает, и в том, как она заканчивает слова. Мне просто понравилось в нём это качество ".
«Dirty Picture» — песня, написанная в танцевальном жанре, которая включает в себя техно-бит, заложенный в её бэк-версию, а также синтезаторы. В песне присутствует автоматически настроенный вокал Кеши. По словам Роберта Коспея из Digital Spy, припев песни содержит «трансовые» элементы и напоминает песню Бенни Бенасси «Satisfaction». В текстовом плане Крус объяснил смысл песни, сказав: «На самом деле песня о том, чтобы отправлять сексуальные фотографии своей второй половинке, если вы скучаете друг по другу и не можете друг друга видеть, вы далеко друг от друга, вы отправляете фотографии, чтобы напомнить друг другу о том, насколько вы сексуальны». Согласно нотам, опубликованным на Musicnotes.com по версии EMI Music Publishing, «Dirty Picture» написана в хронометражном формате common time с умеренной частотой — 125 ударов в минуту. Песня написана в тональности фа минор; вокальный диапазон Круса простирается от ноты Eb4 до ноты F5.

## Отзывы и критика
«Dirty Picture» получил в целом положительные отзывы от музыкальных критиков после своего выхода. Брэд Уит из Entertainment Weekly сравнил песню с предыдущим синглом Круса «Break Your Heart», отметив, что Крус «завоевал золото» с этой песней и что «Dirty Picture» была единственной песней в альбоме «равного калибра». В рецензии на альбом Майк Дайвер из BBC написал, что песня была «тем треком, ради которого Sugababes должны исправить все свои недостатки». В отдельной публикации от BBC Фрейзер Макэлпайн написал, что, хотя текст песни был тупым и грубым, «ничто из [этого] само по себе не является плохим». МакЭлпайн похвалил общее звучание совместной вокальной работы Кеши и Круса над песней, отметив, что «резкое столкновение между сверхгладким образом душевного джентльмена Тайо и неряшливой пьяной бессмыслицей Кеши действительно завораживает. Песня на самом деле превращается из одной разновидности в другую, в зависимости от того, у кого рука на микрофоне».
Кэролайн Салливан из The Guardian впервые раскритиковала Круса за его очевидную «безликость» в музыке во время рецензии на его альбом; она, однако, написала, что песня «спасает положение» и что она иллюстрирует «британский юмор, изображая камеру („Щелчок, щелчок, щелчок!“)». Сара Андерсон из AOL Radio положительно отозвалась о песне. Андерсон писал: «Отталкиваясь от стробирования, техно-бэк-битов, Тайо мелодично и прямо просит свою музу сделать для него несколько, э-э, рискованных снимков, прежде чем перейти к озвучиванию с помощью королевы вечеринок Кеши». Дэвид Джеффрис из AllMusic включил песню в тройку лучших треков альбома, наряду с «Break Your Heart» и «Take Me Back». Мелани Бертольди из Billboard похвалила вокал Круса, назвав его «самым впечатляющим» в альбоме.
Роберт Копси из Digital Spy дал синглу три звезды из возможных пяти. Копси не был убеждён вокальной работой Круса над песней, отметив, что Кеша исполняет трек: «Вокал Круса парит над куплетами, его нежным тонам не удаётся заглушить этот восхитительно дрянной припев. К счастью, приглашённая звезда Кеша более чем на высоте […] немного обидно, что это не её версия песни». Кен Капобьянко из The Boston Globe был отрицателен в своём отзыве о песне. Капобьянко назвал песню «непристойной», написав, что в ней «присутствует пресловутая бездарность, Ke$ha, но с её скачущей перкуссией получается непристойная бессмыслица». Эш Досандж из NME написал, что падение Круса в его альбоме произошло, когда он выступал в роли «игрока», приведя в пример «Dirty Picture».

### Позиции в чартах
В Великобритании «Dirty Picture» занял 20-е место в UK Singles Chart 18 апреля 2010 года ― по состоянию на неделю, закончившуюся 24 апреля 2010 года. После нескольких недель неуклонного подъёма в чартах, сингл достиг окончательного пика 6―й строчки в чарте 9 мая 2010 года — за неделю, закончившуюся 15 мая 2010 года. Сингл также достиг 3-й строчки в британском R&B-чарте.
В Австралии «Dirty Picture» занял 31-ю строчку в чарте синглов ARIA. На третьей неделе пребывания песни в чарте она достигла своего пика — 16 позиции, где оставалась в течение трёх недель. С тех пор он получил золотой сертификат Австралийской ассоциации звукозаписывающей индустрии (ARIA) за продажи 35 000 единиц.
В Новой Зеландии сингл занял 38-ю строчку в чарте синглов Новой Зеландии. На следующей неделе он поднялся до 21-й позиции, а затем продолжил выпадать из чартов. Песня вновь вошла в чарты на неделе под названием 14 июня 2010 года на 12-й позиции; сингл достиг своего пика на следующей неделе на 11-й позиции. С тех пор он получил золотой сертификат Ассоциации звукозаписывающей индустрии Новой Зеландии (RIANZ) за продажи в количестве 7500 единиц. В США «Dirty Picture» вошла и достигла пика в Billboard Hot 100 на 96-й позиции, на той же неделе, когда был выпущен Rokstarr.
В Канаде песня аналогичным образом достигла своего пика в первую неделю ― 49-е место в Canadian Hot 100.

## Клип
Музыкальное видео на песню «Dirty Picture» было снято Алексом Херроном, и его онлайн-премьера состоялась 24 мая 2010 года. Запись видео производилась как в Лос-Анджелесе, так и в Лондоне. Крус объясняет упрощённую тему видео и запись, говоря: «Это было снято в действительно крутом подвале в Лос-Анджелесе. Мы хотели, чтобы это выглядело как вечеринка, но не в обычном клубе, и это было действительно весело. Съёмки Кеши были записаны в Лондоне, потому что наши графики были повсюду, а затем я отснял остальное в Лос-Анджелесе».
Видео начинается с того, что Крус ведёт машину, мчащуюся по пустыне. Затем оно переходит к новой сцене, где Крус находится на домашней вечеринке, где все пьют и отправляют эротические текстовые сообщения. На протяжении всех сцен видно, как Крус фотографируется с разными женщинами и поёт в караоке. Врывается вокал Кеши, и её можно увидеть стоящей в кабинке туалета, стоящей на унитазе, «просящей, чтобы её мужчина сделал то же самое [и прислал горячую фотографию]». Затем видео снова переходит к сценам, где Крус стоит рядом со своей машиной в пустыне и поёт свои стихи. Затем видео возвращается к вечеринке, где видно, как все участники вечеринки «занимаются сексом, целуются, прикасаются, толкаются и скрежещут при вспышках». Снова звучит вокал Кеши, и на этот раз её видно лежащей на раковине в ванной и поющей свои куплеты. Видео заканчивается тем, что Крус и Кеша стоят рядом друг с другом и просят своих близких «щёлкнуть, щёлкнуть, щёлкнуть» эту эротическую картинку по-своему.

## Версия Кеши
Кеша перезаписала «Dirty Picture» для своего дебютного студийного альбома Animal. Песня была выпущена выборочно, продавалась только в качестве бонус-трека альбома в Великобритании и Ирландии и получила название «Kesha edit» или «Dirty Picture, Pt. 2». Песня похожа на оригинальную запись песни с единственным заметным изменением, заключающимся в том, что Кеша теперь поёт первый куплет песни. Во время интервью с Digital Spy Крус объяснил, как изначально появилась обложка, и свой взгляд на обложку: «она спросила меня, может ли она сделать версию песни, где она спела первый куплет, и я подумал, что это действительно классная идея. Мне действительно нравятся обе версии, и хорошо, что существуют эти две разные версии, потому что мои поклонники получают больше от меня, а фанаты [Кеши] — от неё».

## Список композиций
- Dirty Picture (Feat. Kesha) — EP[1]

1. «Dirty Picture» (Feat. Kesha)  — 3:40
2. «Dirty Picture» (Clean Version)  — 3:14
3. «Dirty Picture» (Wizzy Wow Remix) (Feat. Kesha and Scorcher)  — 3:45
4. «Dirty Picture» (RedTop Extended Remix) (Feat. Kesha)  — 5:23

- Dirty Picture (The Remixes) (Feat. Kesha) — EP[2]

1. «Dirty Picture» Remix (Feat. Kesha and Fabolous)  — 3:41
2. «Dirty Picture» (Wizzy Wow Remix) (Feat. Kesha and Scorcher)  — 3:45
3. «Dirty Picture» (RedTop Extended Remix) (Feat. Kesha)  — 5:23
4. «Dirty Picture» (Paul Thomas Remix) (Feat. Kesha)  — 3:37

- Dirty Picture (The Remixes) (Feat. Kesha)[3]

1. «Dirty Picture» (Dave Audé Radio) (Feat. Kesha)  — 3:53
2. «Dirty Picture» (Jason Nevins Radio Edit) (Feat. Kesha)  — 3:34
3. «Dirty Picture» (Dave Audé Club) (Feat. Kesha)  — 7:54
4. «Dirty Picture» (Jason Nevins Club) (Feat. Kesha)  — 6:54
5. «Dirty Picture» (Jump Smokers Extended Mix) (Feat. Kesha)  — 5:13
6. «Dirty Picture» (Dave Audé Dub) (Feat. Kesha)  — 6:10
7. «Dirty Picture» (Jason Nevins Dubstramental) (Feat. Kesha)  — 6:54
8. «Dirty Picture» (Jump Smokers Instrumental) (Feat. Kesha)  — 4:21

## Чарты
| Чарты (2010) | Позиция |
| ------------ | ------- |
| Australia    | 16      |
| Canada       | 49      |
| Europa       | 25      |
| Ireland      | 10      |
| New Zealand  | 11      |
| Nederlands   | 72      |
| UK           | 6       |
| USA          | 96      |